# 马坊街道
马坊街道，是中华人民共和国青海省西宁市城北区下辖的一个乡镇级行政单位。

## 行政区划
马坊街道下辖以下地区：
杏园社区、马坊东社区、青工社区、汽运社区、光明社区、新村社区、欣乐社区、幸福社区、西杏园村、马坊村、盐庄村和三其村。